# Federação Internacional de Boxe
A Federação Internacional de Boxe (sigla FIB), em inglês: International Boxing Federation (sigla IBF), é uma das 4 principais organizações de boxe profissional, juntamente com a AMB, CMB e OMB. 

## História
Foi  fundada em 1983, após Robert W. Lee, então presidente da Associação de Boxe dos Estados Unidos (USBA), não conseguir a presidência da AMB. Então, Lee e outros decidiram fundar outra organização de nível mundial. Inicialmente o novo grupo foi chamado de USBA-I, porém em 1984 o nome foi trocado pelo atual.

## Atuais campeões da FIB
Última atualização: 6 de março de 2025
| Peso          | Campeão             | Desde                   | Ref.        |
| ------------- | ------------------- | ----------------------- | ----------- |
| Peso-mínimo   | Pedro Taduran       | 28 de julho de 2024     | [ 2 ] [ 3 ] |
| Mosca-ligeiro | Masamichi Yabuki    | 12 de outubro de 2024   | [ 2 ] [ 3 ] |
| Peso-mosca    | Ángel Ayala         | 9 de agosto de 2024     | [ 2 ] [ 3 ] |
| Supermosca    | Vacante             | Vacante                 | [ 2 ] [ 3 ] |
| Peso-galo     | Ryosuke Nishida     | 4 de maio de 2024       | [ 2 ] [ 3 ] |
| Supergalo     | Naoya Inoue         | 26 de dezembro de 2023  | [ 2 ] [ 3 ] |
| Peso-pena     | Angelo Leo          | 10 de agosto de 2024    | [ 2 ] [ 3 ] |
| Superpena     | Vacante             | Vacante                 | [ 2 ] [ 3 ] |
| Peso-leve     | Vasyl Lomachenko    | 11 de maio de 2024      | [ 2 ] [ 3 ] |
| Superleve     | Richardson Hitchins | 7 de dezembro de 2024   | [ 2 ] [ 3 ] |
| Meio-médio    | Jaron Ennis         | 9 de novembro de 2023   | [ 2 ] [ 3 ] |
| Médio-ligeiro | Bakhram Murtazaliev | 5 de abril de 2024      | [ 2 ] [ 3 ] |
| Peso-médio    | Janibek Alimkhanuly | 14 de outubro de 2023   | [ 2 ] [ 3 ] |
| Supermédio    | William Scull       | 19 de outubro de 2024   | [ 2 ] [ 3 ] |
| Meio-pesado   | Dmitry Bivol        | 22 de fevereiro de 2025 | [ 2 ] [ 3 ] |
| Cruzador      | Jai Opetaia         | 18 de maio de 2024      | [ 2 ] [ 3 ] |
| Peso-pesado   | Daniel Dubois       | 25 de setembro de 2021  | [ 2 ] [ 3 ] |